# Calendário capadócio
O calendário da Capadócia era um calendário solar derivado do calendário zoroastrista persa. Recebeu esse nome em homenagem à região histórica da Capadócia, na atual Turquia, onde era usado. O calendário, que tinha 12 meses de 30 dias cada e cinco dias epagomenais, originou-se entre 550 e 330 a.C., quando a Capadócia fazia parte do Império Aquemênida. O calendário era idêntico ao calendário zoroastrista; isso pode ser visto em sua estrutura, nos nomes avésticos e na ordem dos meses, o que reflete a influência cultural iraniana na região. As evidências existentes do calendário remontam à Antiguidade Tardia por meio dos relatos de astrônomos gregos, época em que já havia sido adaptado ao calendário juliano.

## Contexto
O calendário da Capadócia foi evidentemente criado numa época em que a Capadócia, uma região histórica na atual Turquia, era uma província (satrapia) do Império Aquemênida. O calendário recebe o nome da região em que foi usado, mas não há consenso sobre sua data precisa de início. De acordo com o historiador Josef Markwart, começou em 490 a.C., enquanto que de acordo com o filólogo Jacques Duchesne-Guillemin, começou entre 490 e 480 a.C.. É um calendário solar que tinha 360 dias divididos em 12 meses, que eram seguidos por cinco dias epagomenais.
O calendário era efetivamente uma imitação do calendário zoroastrista; como os persas eram o grupo político dominante na Capadócia na época, tornou-se o principal calendário da região e sobreviveu como tal no Reino da Capadócia. Embora a passagem do tempo e as diferenças dialetais locais tenham resultado em pequenas diferenças na grafia, os nomes dos meses do calendário da Capadócia são quase idênticos aos do calendário zoroastrista (avéstico). Os persas na Capadócia falavam o iraniano ocidental; portanto, os nomes dos meses da Capadócia são, em alguns aspectos, linguisticamente mais próximos da grafia do persa médio (pálavi) do que da grafia avéstica. As formas da Capadócia, no entanto, são mais arcaicas e estão mais próximas, nesse aspecto, das formas avésticas.
O calendário da Capadócia é uma evidência das influências culturais e religiosas iranianas duradouras na Capadócia. De acordo com a iranóloga Mary Boyce, o calendário da Capadócia, juntamente com os calendários persa médio, parta, soguediano, corásmio, bactriano e armênio antigo foram todos derivados do calendário estatal aquemênida que os persas introduziram no início do período aquemênida para estabelecer os "meios aceitos de contagem do tempo para todos os seus súditos zoroastristas". Com o tempo, as mudanças na linguagem local resultaram em diferentes versões locais. Fora isso, esses calendários são quase idênticos. O calendário da Capadócia sobreviveu através dos textos de astrônomos gregos da Antiguidade Tardia e ainda era conhecido até o século IV.

## Calendário
| Meses | Capadócio               | Avéstico jovem      | Persa médio inicial | Persa médio próprio (pálavi) | Persa novo |
| ----- | ----------------------- | ------------------- | ------------------- | ---------------------------- | ---------- |
| 1     | [Ar]artana[a]           | Fravašinąm          | Fravartīn           | Frawardīn                    | Farvardīn  |
| 2     | Artegeste (Artēye<s>tē) | Ašahe vahištahe     | Artvahišt           | Ardwahišt                    | Ordībehešt |
| 3     | Aratata                 | Haurvatātō          | Harvatāt            | Xordā̌d                       | Ḵordad     |
| 4     | Teiri (Teirei)          | Tištryahe           | Tīr                 | Tīr                          | Tīr        |
| 5     | Amartata                | Amərətātō           | Amurtāt             | Amurdā̌d                      | Mordād     |
| 6     | Satriore (Xatriore)     | Khšathrahe vairyehe | Šahrevar            | Šahrewar                     | Šahrīvar   |
| 7     | Mitre (Mitpe)           | Mithrahe            | Mihr                | Mihr                         | Mehr       |
| 8     | *Apomenapa              | Āpa̧m                | Āpān                | Ābān                         | Ābān       |
| 9     | Atra                    | Āthrō               | Atur                | Ādur                         | Āḏar       |
| 10    | Datusa                  | Dathušō             | Dadv                | Day                          | Dey        |
| 11    | Osmana[b]               | Vaŋhə̄uš manaŋhō     | Vahuman             | Wahman                       | Bahman     |
| 12    | Sondara (Sondara<mat?>) | Spəntayå ārmatōiš   | Spendārmat          | Spandarmad                   | Esfand     |

De acordo com Boyce e o historiador Frantz Grenet, a "exatidão no essencial das correspondências entre os calendários" mostra que os usos adotados pelos zoroastristas na Capadócia eram "amplamente uniformes". Eles acrescentam que as únicas divergências estavam na substituição de Teiri (Teirei) pelo avéstico Tistria, uma mudança supostamente generalizada em muitas comunidades zoroastristas, e a "dedicação do oitavo mês" a Apąm Napāt ("filho das águas") em vez de Apąm ("águas"), aqui sendo Varuna. Boyce e Grenet escreveram que esta "dedicação do mês" era aparentemente exclusiva do calendário da Capadócia, o que significa que pode ter havido controvérsia entre os zoroastristas na Capadócia em relação à elevação de Anaíta sobre Varuna. Boyce e Grenet acrescentam que esse fenômeno mostra que, mesmo sob a forte política criada pelos aquemênidas numa região conhecida por suas fortes influências religiosas persas, os sacerdotes persas locais aparentemente detinham alguma autonomia sacerdotal menor.

## Adaptação ao calendário juliano
Embora o calendário da Capadócia tenha se originado durante o período aquemênida, as evidências existentes datam apenas da Antiguidade Tardia, quando já havia sido adaptado ao calendário juliano. O historiador Sacha Stern afirmou que pode ter sido adaptado ao calendário juliano em 44 a.C.. Foi provavelmente o primeiro calendário no Oriente romano a se tornar "julianizado",[c] mesmo antes do calendário egípcio. Mesmo após a "julianização" do calendário no calendário romano período, no entanto, a data do Ano Novo da Capadócia ainda era "aproximadamente compatível com um calendário zoroastrista originalmente persa", e sua estrutura ainda era baseada no calendário persa original de 12 meses de 30 dias seguidos por cinco dias epagomenais.